# Honda CB 1000 Big One
Pour les articles homonymes, voir The Big One.
La CB 1000 Big One est un modèle de motocyclette du constructeur japonais Honda.
Elle arrive en succession de la Honda CB 900 Bol d'Or en 1993. La base du moteur provient de la CBR 1000 F et a été adapté à une partie cycle plus confortable.
Le moteur délivre une puissance de 98 chevaux à 8 500 tr/min et un couple de 8,9 mkg à 6 000 tr/min.
La CB 1000 Big One reste au catalogue durant 6 ans. Elle est remplacée dans un premier temps par la Honda X-11 puis en 2003 par la CB 1300 Super Four.
La Big One est également la monture d'Édouard Bracame, dans la bande dessinée Joe Bar Team.

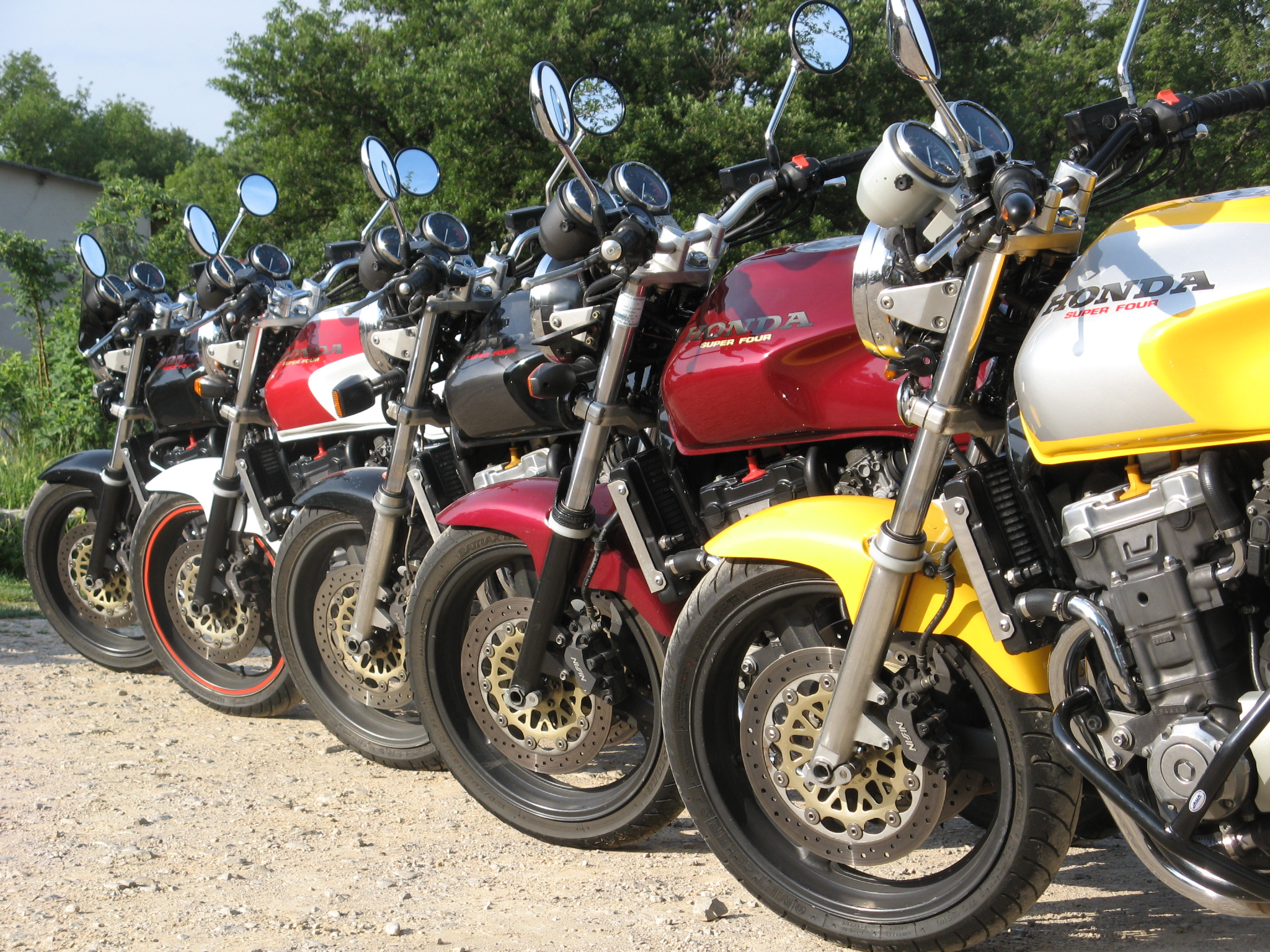
Un panel des différents coloris disponibles

| Année | Ex vendus en France | Coloris dispo            |
| ----- | ------------------- | ------------------------ |
| 1993  | 503                 | Noir/gris et blanc/rouge |
| 1994  | 254                 | Noir/gris et jaune/gris  |
| 1995  | 676                 | Bordeaux/noir            |
| 1996  | 930                 | Bordeaux/noir            |
| 1997  | /                   | Noir                     |
| 1998  | /                   | Noir                     |